# Límni Marathónos
Límni Marathónos är en sjö i Grekland.   Den ligger i regionen Attika, i den sydöstra delen av landet, 25 km nordost om huvudstaden Aten. Límni Marathónos ligger 239 meter över havet.  Trakten runt Límni Marathónos består till största delen av jordbruksmark.